# Jack Mulhall

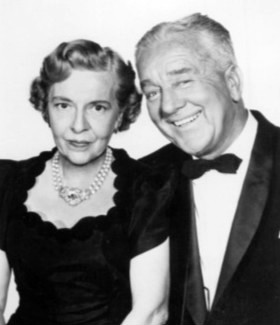
Mulhall com a atriz Madge Kennedy em um episódio de Goodyear Theater, 1959.

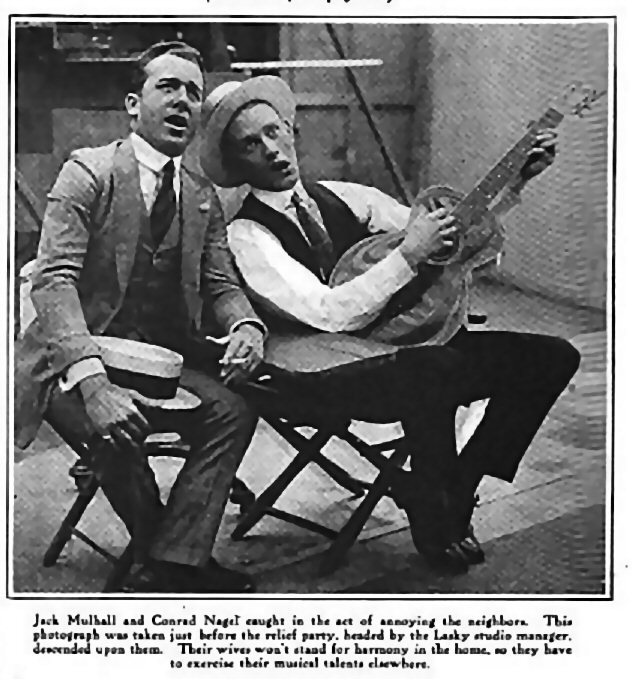
Jack Mulhall (esquerda) cantando com Conrad Nagel (c. 1920)

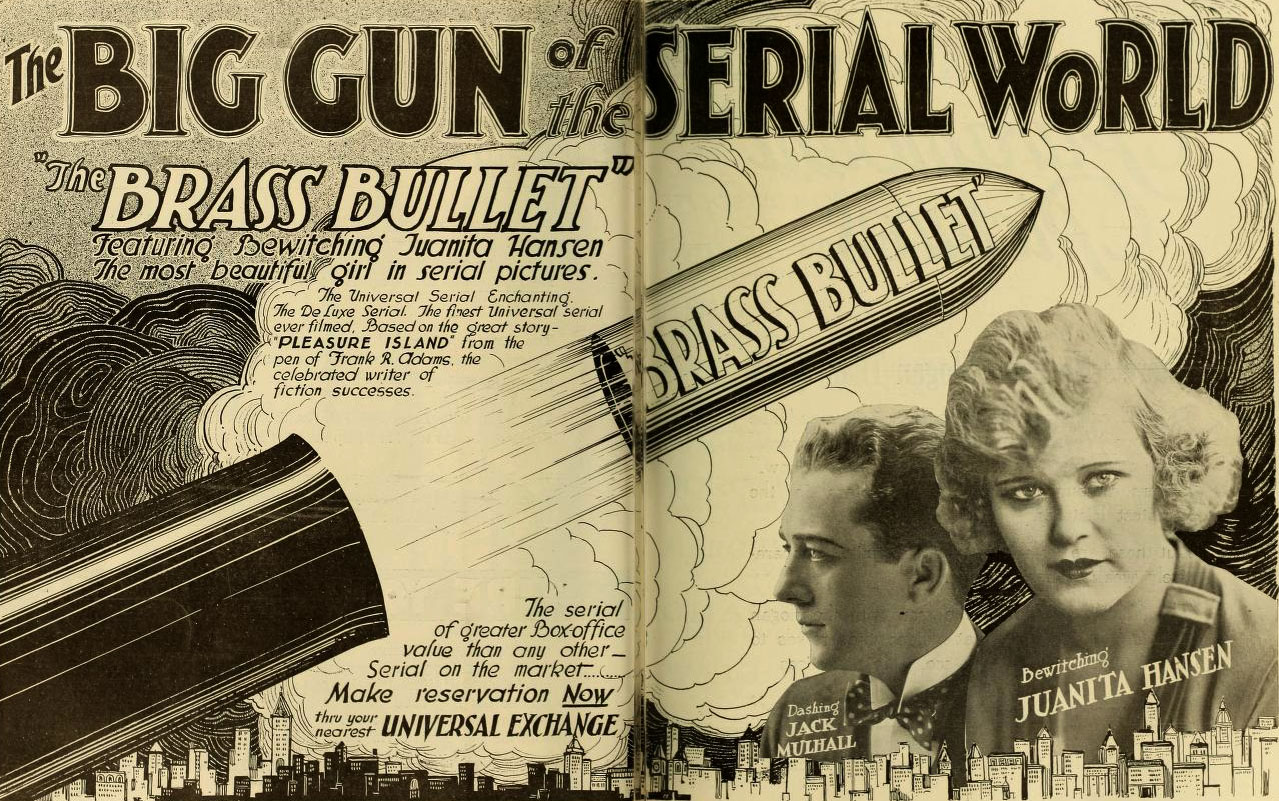
Anúncio do seriado The Brass Bullet, de 1918, estrelado por Mulhal.

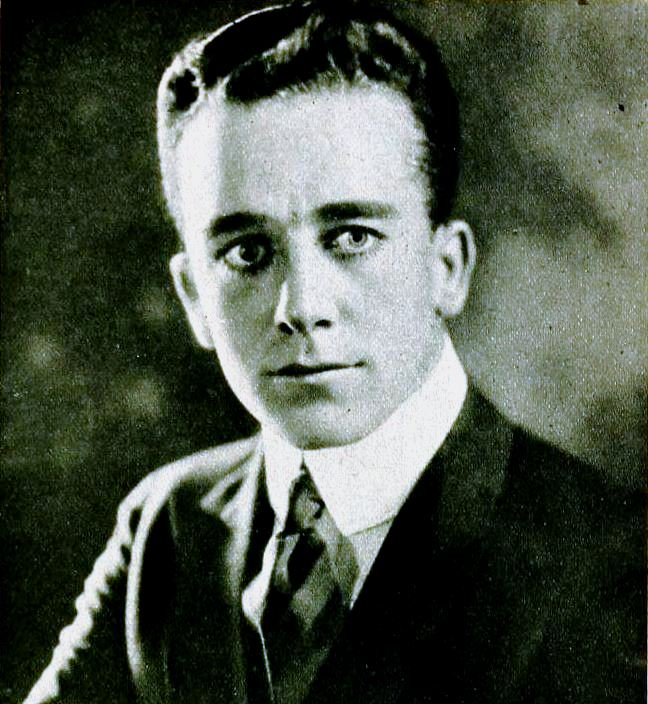
Jack Mulhall em julho de 1920, na Motion Picture Magazine

Jack Mulhall, nascido John Joseph Francis Mulhall (7 de outubro de 1887 – 1 de junho de 1979), foi um ator de teatro e de cinema estadunidense que atuou principalmente na era do cinema mudo. Entre 1910 e 1959, trabalhou em mais de 400 filmes, cerca de 150 deles na era muda. Sua carreira inclui longas-metragens, curtas-metragens, seriados e séries de televisão dos anos 1950.

## Biografia
Mulhall nasceu em Nova Iorque e graduou-se na Universidade Columbia. Iniciou na carreira teatral com a West End Stock Company. Posteriormente, fez vaudeville no Orpheum Circuit e atuou com James K. Hackett em The Grain of Dust. Em seguida, participou do musical Blackouts of 1949, no Zigfield Follies, entre 6 de setembro e 15 de outubro de 1949.
Sua estreia no meio cinematográfico foi na Biograph Company, com o filme The Fugitive, em 1910, e a partir de então assinou com várias companhias cinematográficas, como a Universal Pictures e a MGM, entre outras. Atuou em vários seriados, tais como The Brass Bullet, em 1918, e The Social Buccaneer, em 1923, ambos pela Universal Pictures.
Supostamente, foi um de uma série de modelos masculinos – Fredric March, Reed Howes e Charles Beach (1886–1952), entre outros – para a Arrow Collar Man nos anúncios ilustrados por Joseph Christian Leyendecker para a companhia de camisas Cluett Peabody & Company.
No fim da carreira, atuou em vários papéis não creditados e em episódios esparsos de várias séries de televisão, tais como Adventures of Wild Bill Hickok, Dragnet e 77 Sunset Strip, na década de 1950. Seu último papel foi no filme The Atomic Submarine em 1959.
Foi membro da Screen Actors Guild em 1934 e entre 1959 e 1976.

## Vida pessoal
Foi casado três vezes: com Bertha Vuillot, que morreu pouco depois do casamento; com Laura Bunton Mulhall, de quem se divorciou e que em 1921 cometeu suicídio (com ela teve um filho, Jack Mulhall Jr);  e com a atriz Evelyn Mulhall, com quem viveu de 1924 até sua morte.

## Morte
Mulhal morreu em 1979, aos 91 anos, de insuficiência cardíaca congestiva, na Motion Picture Country House, onde vivia desde 1977. Está sepultado no Holy Cross Cemetery.
Por sua contribuição para a indústria do cinema, Mulhall tem uma estrela na Calçada da Fama.

## Filmografia
- The Fugitive (1910)
- Sunshine Sue (1910)
- A Child's Stratagem (1910)
- The House of Discord (1913)
- The Suffering of Susan (1914)
- For Her People (1914)
- Little Miss Make-Believe (1914)
- Blacksmith Ben (1914)
- A Better Understanding (1914)
- All for Business (1914)
- The Broken Rose (1914)
- They Called It 'Baby' (1914)
- The Fall of Muscle-Bound Hicks (1914)
- Who's Looney Now? (1914)
- Strongheart (1914)
- The Tides of Retribution (1915)
- Her Stepchildren (1915)
- Woman Without a Soul (1915)
- The Sheriff's Trap (1915)
- Harvest (1915)
- Arline's Chauffeur (1915)
- The Girl Who Didn't Forget (1915)
- A Kentucky Episode (1915)
- At the Road's End (1915)
- Dora (1915)
- The Need of Money (1915)
- His Last Wish (1915)
- The Little Slavey (1915)
- The Fixer (1915)
- A Letter to Daddy (1915)
- The Little Runaways (1915)
- Love's Melody (1915)
- The Girl Hater (1915)
- His Ward's Scheme (1915)
- Bobby's Bargain (1915)
- The Little Scapegoat (1915)
- A Much-Needed Lesson (1915)
- His Poor Little Girl (1915)
- When Hearts Are Young (1915)
- One Hundred Dollars (1915)
- The Girl and the Matinee Idol (1915)
- The Bridge Across (1915)
- His Brother's Keeper (1915)
- Rose o' the Shore (1915)
- Their Divorce Suit (1915)
- The Gang's New Member (1915)
- All for the Boy (1915)
- The Price of Silence (1916)
- The Eyes of Love (1916)
- The Place Beyond the Winds (1916)
- Wanted: A Home (1916)
- The Whirlpool of Destiny (1916)
- The Crimson Yoke (1916)
- Merry Mary (1916)
- A Spring Chicken (1916)
- Celeste (1916)
- The Man Who Called After Dark (1916)
- Alias Jimmy Barton (1916)
- The Rejuvenation of Aunt Mary (1916)
- The Mystery of Orcival (1916)
- The Guilt of Stephen Eldridge (1916)
- The Iron Will (1916)
- The Chain of Evidence (1916)
- Stronger Than Woman's Will (1916)
- The Skating Rink (1916)
- The Avenging Shot (1916)
- Sirens of the Sea (1917)
- The Midnight Man (1917)
- High Speed (1917)
- Three Women of France (1917)
- The Flame of Youth (1917)
- The Gunman's Gospel (1917)
- The Hero of the Hour (1917)
- Her Primitive Man (1917)
- Mr. Dolan of New York (1917)
- The Saintly Sinner (1917)
- The Terror (1917)
- Love Aflame (1917)
- Fighting for Love (1917)
- Danger, Go Slow (1918)
- The Brass Bullet (1918)
- The Whispering Chorus (não-creditado) (1918)
- Wild Youth (1918)
- Madame Spy (1918)
- The Flames of Chance (1918)
- The Grand Passion (1918)
- Should a Woman Tell? (1919)
- The Merry-Go-Round (1919)
- The Spite Bride (1919)
- A Favor to a Friend (1919)
- The Solitary Sin (1919)
- Fools and Their Money (1919)
- Whom the Gods Would Destroy (1919)
- Creaking Stairs (1919)
- Don't Change Your Husband (não-creditado) (1919)
- You Never Can Tell (1920)
- The Hope (1920)
- Miss Hobbs (1920)
- All of a Sudden Peggy (1920)
- Molly O (1921)
- The Ne'er to Return Road (1921)
- Two Weeks with Pay (1921)
- The Little Clown (1921)
- The Off-Shore Pirate (1921)
- Sleeping Acres (1921)
- Heroes of the Street (1922)
- The Siege of the Lancashire Queen (1922)
- The Forgotten Law (1922)
- The Law of the Sea (1922)
- Pirates of the Deep (1922)
- Broad Daylight (1922)
- The Channel Raiders (1922)
- The White and Yellow (1922)
- Flesh and Blood (1922)
- Dusk to Dawn (1922)
- Sleepwalker (1922)
- Midnight (1922)
- Turn to the Right (1922)
- Fourteenth Lover (1922)
- The Drums of Jeopardy (1923)
- The Marriage Market (1923)
- The Bad Man (1923)
- The Call of the Wild (1923)
- Dulcy (1923)
- Within the Law (1923)
- The Wolves of the Waterfront (1923)
- The Yellow Handkerchief (1923)
- The Social Buccaneer (1923)
- Dangerous Waters (1923)
- Folly of Vanity (1924)
- The Breath of Scandal (1924)
- The Naked Truth (1924)
- Into the Net (1924)
- The Goldfish (1924)
- Joanna (1925)
- We Moderns (1925)
- Classified (1925)
- Wild West (1925)
- She Wolves (1925)
- Friendly Enemies (1925)
- The Mad Whirl (1925)
- Three Keys (1925)
- God Gave Me Twenty Cents (1926)
- Subway Sadie (1926)
- Sweet Daddies (1926)
- Silence (1926)
- The Dixie Merchant (1926)
- Pleasures of the Rich (1926)
- The Far Cry (1926)
- Just Another Blonde (1926)
- Man Crazy (1927)
- The Crystal Cup (1927)
- Smile, Brother, Smile (1927)
- The Poor Nut (1927)
- See You in Jail (1927)
- Orchids and Ermine (1927)
- Naughty Baby (1928)
- Waterfront (1928)
- The Butter and Egg Man (1928)
- Lady Be Good (1928)
- Ladies' Night in a Turkish Bath (1928)
- The Show of Shows (1929)
- Dark Streets (1929)
- Twin Beds (1929)
- Two Weeks Off (1929)
- Children of the Ritz (1929)
- Reaching for the Moon (1930)
- For the Love o' Lil (1930)
- Road to Paradise (1930)
- The Fall Guy (1930)
- Show Girl in Hollywood (1930)
- The Golden Calf (1930)
- In the Next Room (1930)
- Second Choice (1930)
- Night Beat (1931)
- Lover Come Back (1931)
- Hell's Headquarters (1932)
- Passport to Paradise (1932)
- Love Bound (1932)
- Sinister Hands (1932)
- Murder at Dawn (1932)
- Sally of the Subway (1932)
- The Mystery Squadron (1933)
- Secret Sinners (1933)
- Curtain at Eight (1933)
- The Three Musketeers (1933)
- Burn 'Em Up Barnes (1934)
- I've Been Around (1934)
- One Hour Late (não-creditado) (1934)
- Behold My Wife (não-creditado) (1934)
- Bandits and Ballads (1934)
- Broadway Bill (não-creditado) (1934)
- It's a Gift (não-creditado) (1934)
- Evelyn Prentice (não-creditado) (1934)
- Cleopatra (não-creditado) (1934)
- The Human Side (não-creditado) (1934)
- The Notorious Sophie Lang (1934)
- The Old Fashioned Way (1934)
- Whom the Gods Destroy (não-creditado) (1934)
- Many Happy Returns (1934)
- Wig-Wag
- Mississippi (não-creditado) (1935)
- Straight from the Heart (não-creditado) (1935)
- George White's 1935 Scandals (1935)
- The Woman in Red (não-creditado) (1935)
- The Shadow of Silk Lennox (1935)
- Skull and Crown (1935)
- Your Uncle Dudley (não-creditado) (1935)
- The Last Days of Pompeii (não-creditado) (1935)
- His Night Out (1935)
- The Big Broadcast of 1936 (não-creditado) (1935)
- The Gay Deception (não-creditado) (1935)
- Page Miss Glory (não-creditado) (1935)
- Two for Tonight (1935)
- Here Comes the Band (não-creditado) (1935)
- Here's to Romance (não-creditado) (1935)
- Lady Tubbs (não-creditado) (1935)
- Men Without Names (1935)
- Love Me Forever (não-creditado) (1935)
- The Glass Key (não-creditado) (1935)
- Pickled Peppers (1935)
- Chinatown Squad (1935)
- Paris in Spring (1935)
- What Price Crime? (1935)
- People Will Talk (não-creditado) (1935)
- The Headline Woman (não-creditado) (1935)
- The Informer (não-creditado) (1935)
- Love in Bloom (não-creditado) (1935)
- Reckless (não-creditado) (1935)
- The Fighting Lady (1935)
- Roaring Roads (1935)
- Beloved Enemy (1936)
- Under Your Spell (não-creditado) (1936)
- Without Orders (não-creditado) (1936)
- Wedding Present (não-creditado) (1936)
- Libeled Lady (não-creditado) (1936)
- The Big Broadcast of 1937 (1936)
- Murder with Pictures (não-creditado) (1936)
- Wives Never Know (não-creditado) (1936)
- Straight from the Shoulder (não-creditado) (1936)
- Hollywood Boulevard (1936)
- Charlie Chan at the Race Track (não-creditado) (1936)
- Kelly of the Secret Service (1936)
- The Crime of Dr. Forbes (não-creditado) (1936)
- The Last Outlaw (não-creditado) (1936)
- The Rogues Tavern (1936)
- Undersea Kingdom (1936)
- Show Boat (não-creditado) (1936)
- One Rainy Afternoon (não-creditado) (1936)
- Thirteen Hours by Air (1936)
- The Country Beyond (não-creditado) (1936)
- The Amazing Exploits of the Clutching Hand (1936) (1936)
- Preview Murder Mystery (1936)
- Wife vs. Secretary (não-creditado) (1936)
- Klondike Annie (não-creditado) (1936)
- A Face in the Fog (1936)
- Anything Goes (não-creditado) (1936)
- Strike Me Pink (não-creditado) (1936)
- Custer's Last Stand (1936)
- Tim Tyler's Luck (1937)
- Amateur Crook (1937)
- Radio Patrol (1937)
- Saturday's Heroes (não-creditado) (1937)
- Music for Madame (não-creditado) (1937)
- Sky Racket (1937)
- Framing Youth (1937)
- One Hundred Men and a Girl (1937)
- The Boss Didn't Say Good Morning (não-creditado) (1937)
- The Toast of New York (não-creditado) (1937)
- Topper (não-creditado) (1937)
- Dangerous Holiday (1937)
- Armored Car (não-creditado) (1937)
- Wings Over Honolulu (não-creditado) (1937)
- Internes Can't Take Money (não-creditado) (1937)
- Love Is News (não-creditado) (1937)
- History Is Made at Night (não-creditado) (1937)
- Secret Valley (1937)
- Sharpshooters (não-creditado) (1938)
- The Storm (1938)
- Swing That Cheer (não-creditado) (1938)
- The Gladiator (não-creditado) (1938)
- The Chaser (1938)
- Crime Ring (não-creditado) (1938)
- Held for Ransom (1938)
- You and Me (1938) (não-creditado) (1938)
- Outlaws of Sonora (1938)
- Flash Gordon's Trip to Mars (1938)
- Of Human Hearts (não-creditado) (1938)
- Mad About Music (não-creditado) (1938)
- The Spy Ring (1938)
- Judge Hardy and Son (não-creditado) (1939)
- Joe and Ethel Turp Call on the President (não-creditado) (1939)
- First Love (1939)
- Scouts to the Rescue (1939)
- 6000 Enemies (não-creditado) (1939)
- It's a Wonderful World (não-creditado) (1939)
- Outlaws' Paradise (1939)
- Dodge City (filme) (não-creditado) (1939)
- Three Smart Girls Grow Up (não-creditado) (1939)
- Made for Each Other (não-creditado) (1939)
- Buck Rogers (1939)
- Home on the Prairie (1939)
- Mysterious Doctor Satan (1940)
- The Son of Monte Cristo (1940)
- The Quarterback (não-creditado) (1940)
- Third Finger, Left Hand (não-creditado) (1940)
- A Little Bit of Heaven (não-creditado) (1940)
- Dulcy (não-creditado) (1940)
- Strike Up the Band (não-creditado) (1940)
- The Golden Fleecing (não-creditado) (1940)
- Comin' Round the Mountain (não-creditado) (1940)
- I Love You Again (não-creditado) (1940)
- A Failure at Fifty (não-creditado) (1940)
- Grandpa Goes to Town (não-creditado) (1940)
- Strange Cargo (não-creditado) (1940)
- Black Friday (1940)
- The Heckler (voz) (1940)
- Broadway Melody of 1940 (não-creditado) (1940)
- That Inferior Feeling (não-creditado) (1940)
- Dick Tracy vs. Crime, Inc. (1941)
- Harvard, Here I Come! (não-creditado) (1941)
- I Killed That Man (1941)
- Appointment for Love (não-creditado) (1941)
- Hard Guy (1941)
- International Lady (1941)
- Sea Raiders (não-creditado) (1941)
- It Started with Eve (não-creditado) (1941)
- Unexpected Uncle (não-creditado) (1941)
- Dangerous Lady (1941)
- Saddle Mountain Roundup (1941)
- Bowery Blitzkrieg (1941)
- Desperate Cargo (1941)
- In the Navy (não-creditado) (1941)
- Love Crazy (não-creditado) (1941)
- The Spider Returns (não-creditado) (1941)
- Invisible Ghost (1941)
- Federal Fugitives (1941)
- Adventures of Captain Marvel (1941)
- Las Vegas Nights (não-creditado) (1941)
- Cheers for Miss Bishop (1941)
- Ride, Kelly, Ride (não-creditado) (1941)
- Back Street (não-creditado) (1941)
- Buck Privates (não-creditado) (1941)
- Caught in the Act (não-creditado) (1941)
- Queen of Broadway (1942)
- 'Neath Brooklyn Bridge (1942)
- The Forest Rangers (não-creditado) (1942)
- The Glass Key (não-creditado) (1942)
- Foreign Agent (1942)
- Sin Town (1942)
- Between Us Girls (não-creditado) (1942)
- Wake Island (não-creditado) (1942)
- Top Sergeant (não-creditado) (1942)
- So's Your Aunt Emma (1942)
- A Gentleman After Dark (1942)
- Gang Busters(não-creditado) (1942)
- The Dawn Express (1942)
- Mr. Wise Guy (1942)
- Man from Headquarters (1942)
- Treat 'Em Rough (1942)
- Freckles Comes Home (cenas deletadas) (1942)
- Whistling in Brooklyn (não-creditado) (1943)
- Wedtime Stories (1943)
- Hi'ya, Sailor (1943)
- Corvette K-225 (não-creditado) (1943)
- The Kansan (não-creditado) (1943)
- Swing Shift Maisie (não-creditado) (1943)
- Ghosts on the Loose (1943)
- The Falcon in Danger (não-creditado) (1943)
- Hers to Hold (não-creditado) (1943)
- Colt Comrades (não-creditado) (1943)
- Cowboy in Manhattan (1943)
- I Escaped from the Gestapo (não-creditado) (1943)
- Idaho (não-creditado) (1943)
- The Ape Man (1943)
- The Amazing Mrs. Holliday (não-creditado) (1943)
- Kid Dynamite (1943)
- Silent Witness (1943)
- National Barn Dance (não-creditado) (1943)
- Bowery Champs (não-creditado) (1944)
- My Buddy (não-creditado) (1944)
- An American Romance (não-creditado) (1944)
- A Wave, a WAC and a Marine (1944)
- Babes on Swing Street (não-creditado) (1944)
- South of Dixie (1944)
- Gambler's Choice (não-creditado) (1944)
- Lady in the Dark (não-creditado) (1944)
- Flame of Barbary Coast (não-creditado) (1945)
- The Phantom of 42nd Street (1945)
- The Man Who Walked Alone (1945)
- Dillinger (não-creditado) (1945)
- North of the Border (1946)
- 'Neath Canadian Skies (1946)
- Monsieur Beaucaire (não-creditado) (1946)
- Deadline for Murder (não-creditado) (1946)
- The Searching Wind (não-creditado) (1946)
- Lulu Belle (não-creditado) (1948)
- My Friend Irma (não-creditado) (1949)
- Sky Liner (não-creditado) (1949)
- You're My Everything (não-creditado) (1949)
- Chain for Life (1951)
- Just for You (não-creditado) (1952)
- Blackhawk (não-creditado) (1952)
- The Man with the Golden Arm (não-creditado) (1955)
- Tennessee's Partner (não-creditado) (1955)
- Around the World in 80 Days (não-creditado) (1956)
- Calling Homicide (não-creditado) (1956)
- The She Creature (1956)
- Up in Smoke (1957)
- I Married a Woman (não-creditado) (1958)
- The Atomic Submarine (1959)